# Чемпіонат України з легкої атлетики в приміщенні 2016
Чемпіонат України з легкої атлетики в приміщенні 2016 серед дорослих був проведений 25-27 лютого в Сумах в манежі Сумського державного університету. Одночасно визначались чемпіони з багатоборських дисциплін у межах окремого чемпіонату.

## Призери

### Чоловіки
| Дисципліни                | Золото                                                                         | Золото  | Срібло                                                                  | Срібло  | Бронза                                                                             | Бронза  |
| ------------------------- | ------------------------------------------------------------------------------ | ------- | ----------------------------------------------------------------------- | ------- | ---------------------------------------------------------------------------------- | ------- |
| 60 метрів                 | Володимир Супрун Сумська область                                               | 6,77    | Еміль Ібрагімов Запорізька область                                      | 6,81    | Ігор Бодров Харківська область                                                     | 6,85    |
| 200 метрів                | Віталій Корж Сумська область                                                   | 21,66   | Віталій Бутрим Сумська область                                          | 21,67   | Сергій Костенко Запорізька область                                                 | 21,79   |
| 400 метрів                | Євген Гуцол Сумська область                                                    | 46,91   | Данило Даниленко Волинська область                                      | 47,32   | Володимир Бураков Запорізька область                                               | 47,97   |
| 800 метрів                | Роман Ярко Житомирська область                                                 | 1.50,87 | Станіслав Сеник Івано-Франківська область                               | 1.51,75 | Денис Ротар Київ                                                                   | 1.51,75 |
| 1500 метрів               | Роман Ростикус Львівська область                                               | 3.52,30 | Володимир Киц Київська область                                          | 3.52,89 | Руслан Даньків Тернопільська область                                               | 3.54,87 |
| 3000 метрів               | Микола Нижник Київ                                                             | 8.01,05 | Станіслав Маслов Київська область                                       | 8.02,63 | Іван Стребков Тернопільська область                                                | 8.08,96 |
| 60 метрів з бар'єрами     | Сергій Копанайко Київ                                                          | 7,71    | Артем Шаматрин Київ                                                     | 7,85    | Павло Горбачов Харківська область                                                  | 8,07    |
| 3000 метрів з перешкодами | Іван Стребков Тернопільська область                                            | 8.40,67 | Павло Олійник Чернігівська область                                      | 8.42,89 | Василь Коваль Житомирська область                                                  | 8.44,80 |
| 4×400 метрів              | Сумська областьВіталій Бутрим Євген Гуцол Олексій Поздняков Михайло Тютюнников | 3.13,79 | Львівська областьЮрій Бас Степан Марчук Олексій Мацкевич Юрій Трохімчук | 3.17,27 | Дніпропетровська областьЮрій Баранцов Ілля Денисов Дмитро Іванов Микола Дем'яненко | 3.18,63 |
| Стрибки у висоту          | Юрій Крімаренко Київ                                                           | 2,26    | Андрій Проценко Херсонська область                                      | 2,26    | Віктор Лонський Житомирська область                                                | 2,23    |
| Стрибки з жердиною        | Іван Єрьомін Дніпропетровська область                                          | 5,30    | Олександр Корчмід Київська область                                      | 5,20    | Кирило Кіру Київська область                                                       | 5,00    |
| Стрибки у довжину         | Сергій Никифоров Київська область                                              | 7,91    | Владислав Мазур Житомирська область                                     | 7,85    | Сергій Крук Тернопільська область                                                  | 7,71    |
| Потрійний стрибок         | Андрій Станчев Київ                                                            | 16,00   | Віктор Ястребов Київська область                                        | 16,00   | Кирило Козлов Київ                                                                 | 15,60   |
| Штовхання ядра            | Олексій Ничипор Білорусь                                                       | 19,45   | Віктор Самолюк Київська область                                         | 18,66   | Ігор Мусієнко Сумська область                                                      | 18,20   |
| Семиборство               | Олексій Касьянов Запорізька область                                            | 5979    | Василь Іваницький Львівська область                                     | 5632    | Артур Суюнов Запорізька область                                                    | 5214    |

### Жінки
| Дисципліни                | Золото                                                                             | Золото   | Срібло                                                              | Срібло   | Бронза                                                                         | Бронза   |
| ------------------------- | ---------------------------------------------------------------------------------- | -------- | ------------------------------------------------------------------- | -------- | ------------------------------------------------------------------------------ | -------- |
| 60 метрів                 | Наталя Погребняк Харківська область                                                | 7,24     | Марія Мокрова Київ                                                  | 7,42     | Наталія Строгова Луганська область                                             | 7,44     |
| 200 метрів                | Наталія Строгова Луганська область                                                 | 23,93    | Вікторія Кащеєва Донецька область                                   | 24,13    | Ксенія Верега Чернівецька область                                              | 25,16    |
| 400 метрів                | Єлізавета Бризгіна Луганська область                                               | 53,84    | Анна Рижикова Дніпропетровська область                              | 54,24    | Джойс Коба Вінницька область                                                   | 55,01    |
| 800 метрів                | Юлія Дятлова Чернігівська область                                                  | 2.08,76  | Лілія Лобанова Донецька область                                     | 2.09,70  | Ольга Завгородня Чернігівська область                                          | 2.09,97  |
| 1500 метрів               | Марія Шаталова Житомирська область                                                 | 9.17,55  | Олена Сідорська Донецька область                                    | 4.19,53  | Анастасія Ткачук Запорізька область                                            | 4.20,88  |
| 3000 метрів               | Марія Шаталова Житомирська область                                                 | 9.16,65  | Олеся Дідоводюк Закарпатська область                                | 10.09,69 | Юлія Кутах Донецька область                                                    | 10.10,02 |
| 60 метрів з бар'єрами     | Анна Плотіцина Харківська область                                                  | 8,08     | Юлія Должкова Дніпропетровська область                              | 8,40     | Ганна Касьянова Запорізька область                                             | 8,41     |
| 3000 метрів з перешкодами | Наталія Стребкова Тернопільська область                                            | 10.09,08 | Оксана Райта Львівська область                                      | 10.21,68 | Ганна Печко Дніпропетровська область                                           | 10.36,46 |
| 4×400 метрів              | Запорізька областьАнастасія Ткачук Олена Жушман Ольга Борисенко Анастасія Бризгіна | 3.43,71  | Вінницька областьІнна Ковтун Джойс Коба Ольга Босак Наталія Березюк | 3.43,84  | Донецька областьДарина Приступа Ольга Ляхова Аліна Логвиненко Вікторія Кащеєва | 3.47,00  |
| Стрибки у висоту          | Оксана Окунєва Миколаївська область                                                | 1,93     | Юлія Чумаченко Миколаївська область                                 | 1,89     | Дар'я Кучіна Херсонська область                                                | 1,83     |
| Стрибки з жердиною        | Яна Гладійчук Київ                                                                 | 4,10     | Тетяна Гапішко Київська область                                     | 4,05     | Ганна Шелех Донецька область                                                   | 3,80     |
| Стрибки у довжину         | Анна Венгрус Харківська область                                                    | 6,49     | Анна Луньова Харківська область                                     | 6,29     | Оксана Мартинова Харківська область                                            | 6,18     |
| Потрійний стрибок         | Тетяна Пташкіна Луганська область                                                  | 13,68    | Ірина Ніколаєва Черкаська область                                   | 13,49    | Руслана Цихоцька Чернівецька область                                           | 13,44    |
| Штовхання ядра            | Світлана Марусенко Черкаська область                                               | 15,51    | Анна Самолюк Київська область                                       | 14,70    | Вікторія Савицька Одеська область                                              | 13,97    |
| П'ятиборство              | Аліна Фьодорова Київська область                                                   | 4688     | Дарина Слобода Київська область                                     | 4322     | Ася Бардіс Харківська область                                                  | 3833     |

## Онлайн-трансляція
- День 1 (ранкова сесія) на YouTube
- День 1 (вечірня сесія) на YouTube
- День 2 (ранкова сесія) на YouTube
- День 2 (вечірня сесія) на YouTube
- День 3 на YouTube